# Babylone skov
Babylone skov er et mindre skovområde beliggende ved Humlebæk nord for det gamle fiskerleje. Skoven er en del af Krogerup gods jorder. Skoven er en løvskov fortrinsvis bevokset med bøg. Egentlig skovdrift forekommer ikke. Skoven er meget varieret og præget af mindre grupper af mere end 200 år gamle ege og bøge, der er resterne af gammel lystskov.
Skoven er gammel. Det nuværende skovområde udgjorde i 1700-tallet en mindre del af en samlet kystskov, der strakte sig fra Tibberup i nord forbi Sletten til Nivå i syd; langs Øresund forløb Strandvejen. I tidens løb er skoven blevet reduceret til sin nuværende størrelse.

## Fortidsminder
I skoven ligger 3 langdysser fra yngre stenalder.
I skoven ligger også resterne af en skanse opført som et af fire batterier opført mellem Humlebæk og Espergærde som led i kystforsvaret under Den Store Nordiske Krig.

## Fredning
Skoven indgår som led i en fredning af Krogerup, som fandt sted i 1944 efter, at staten året før havde erhvervet godset, nu en del af det fredede område Kelleris Kystkilen.